# キャッスルオブドラゴン
『キャッスル・オブ・ドラゴン』(英:CASTLE OF DRAGON)とは、アテナとセタによって開発されたアクションゲーム。
1989年8月にセタ名義、エイブルコーポレーション販売のアーケードゲームとして発売され、1990年2月27日には『ドラゴンユニット』の名称でアテナからファミリーコンピュータ版が発売されている。

## 概要
悪のドラゴンに捕らわれた姫を2人の騎士が救出するために戦うアクションゲーム。2人同時プレイが可能で、1Pは青、2Pは赤。

## 移植版
| No. | タイトル                          | 発売日                  | 対応機種                      | 開発元                        | 発売元             | メディア                              | 備考                           | 出典              |
| --- | --------------------------------- | ----------------------- | ----------------------------- | ----------------------------- | ------------------ | ------------------------------------- | ------------------------------ | ----------------- |
| 1   | ドラゴンユニット CASTLE OF DRAGON | 1990年2月27日 1990年6月 | ファミリーコンピュータ        | アテナ セタ                   | アテナ セタ        | 1メガビットロムカセット               |                                | [ 3 ] [ 4 ] [ 7 ] |
| 2   | ドラゴンユニット                  | 2020年6月26日           | Windows                       | D4エンタープライズ (移植担当) | D4エンタープライズ | ダウンロード (プロジェクトEGG)        | ファミリーコンピュータ版の移植 | [ 5 ]             |
| 3   | キャッスル・オブ・ドラゴン        | 2025年1月2日            | PlayStation 4 Nintendo Switch | ハムスター (移植担当)         | ハムスター         | ダウンロード (アーケードアーカイブス) | アーケード版の移植             | [ 6 ] [ 8 ]       |

アーケードアーカイブス版
「こだわり設定」にてゲームスピードの調整、タイトルロゴ変更(『CASTLE OF DRAGON』から『DRAGON UNIT』に変更する)といった設定が可能。